# Девятое управление КГБ СССР
Девя́тое управле́ние КГБ СССР (ДУ, также известно как девятка) — структурное подразделение Комитета государственной безопасности СССР, ответственное за охрану руководителей Коммунистической партии и Правительства СССР.

## История
Девятое управление КГБ СССР было учреждено указом Президиума Верховного Совета от 18 марта 1954 года. На 9-е управление КГБ при Совете министров СССР были возложены задачи по охране руководителей партии и правительства. В ведение управления входили охрана высших должностных лиц страны, важнейших правительственных и партийных объектов. На её балансе находились дачи и все места отдыха руководителей партии и правительства.
Первоначально Управление размещалось в здании КГБ на площади Дзержинского. В марте 1967 года оно было переведено в корпус № 14 Московского Кремля.
Упразднено 29 февраля 1990 года. На его базе была создана Служба охраны КГБ, при этом его хозяйственные подразделения были сведены в Специальное эксплуатационно-техническое управление при Хозяйственном управлении КГБ СССР. 
22 августа 1991 года Служба была выделена из КГБ и преобразована в Управление охраны при аппарате Президента СССР.
Фактическим правопреемником 9-го управления КГБ СССР и Службы охраны КГБ является в настоящее время Федеральная служба охраны Российской Федерации (образована на базе Главного управления охраны Российской Федерации).

## Структура
К 1990 году структура Девятого управления имела следующий вид:
- Руководство (начальник, заместители начальника, партком, комитет ВЛКСМ)

- Секретариат

- 1-й отдел (личная охрана)
- 2-й отдел (контрразведка)
- 3-й отдел (хозяйственный)
- 4-й отдел (инженерно-строительный)
- 5-й отдел (охрана Кремля и трассы проезда)
- 6-й отдел (спецкухня)
- 7-й отдел (государственные дачи в Подмосковье и особняки на Ленинских горах)
- 8-й отдел (автомобильный)
- 9-й отдел в Крыму (государственные дачи в Крыму)
- 9-й отдел на Кавказе (государственные дачи на Кавказе)
- 11-й отдел (резервные государственные дачи)[6]
- Отдел службы и боевой подготовки
- Оперативно-технический отдел
- Отдел кадров
- Управление коменданта Московского Кремля
- Комендатура по охране зданий ЦК КПСС

## Руководители
В структуре руководства Девятого управления существовало две должности: куратор (1956—1971) и начальник (1954—1990). В период с 4 октября 1963 по 30 ноября 1971 года должность куратора Управления занимали Председатели КГБ при Совете Министров СССР. 

### Кураторы
- Константин Федорович Лунев (25 января 1956 — 9 декабря 1961)
- Николай Степанович Захаров (9 декабря 1961 — 30 июля 1963)
- Владимир Ефимович Семичастный (4 октября 1963 — 18 мая 1967)
- Юрий Владимирович Андропов (18 мая 1967 — 30 ноября 1971)

### Начальники
- Владимир Иванович Устинов (17 марта 1954 — 25 декабря 1957)
- Николай Степанович Захаров (17 февраля 1958 — 3 декабря 1961)
- Владимир Яковлевич Чекалов (8 декабря 1961 — 2 июня 1967)
- Сергей Николаевич Антонов (22 февраля 1968 — 16 августа 1974)
- Юрий Васильевич Сторожев (19 августа 1974 — 24 марта 1983)
- Юрий Сергеевич Плеханов (24 марта 1983 — 29 февраля 1990)

После упразднения Управления Ю. С. Плеханов продолжил исполнять свои обязанности как начальник Службы охраны КГБ СССР с 29 февраля 1990 по 22 августа 1991 года.

## Известные сотрудники
- Михаил Петрович Солдатов (1926—1997) — сотрудник Девятого управления КГБ СССР, майор государственной безопасности (1956), телохранитель Н. С. Хрущёва и Л. И. Брежнева (1956—1980)[3].
- Владимир Тимофеевич Медведев (1937—2024) — сотрудник Девятого управления КГБ СССР, телохранитель Л. И. Брежнева (1973—1982), руководитель охраны М. С. Горбачёва[7].
- Пётр Тихонович Сухой (1939—2009) — сотрудник Девятого управления КГБ СССР, полковник государственной безопасности (1989), комендант дачи президента СССР М. С. Горбачёва в Форосе в 1988—1991 годах[8].
- Борис Павлович Бугаев (1923—2007) — советский лётчик, военный и государственный деятель, личный пилот Л. И. Брежнева в 1957—1966 годах[3].
- Анатолий Иванович Кузнецов (род. 1957) — сотрудник Девятого управления КГБ СССР, телохранитель Б. Н. Ельцина, начальник Службы безопасности президента Российской Федерации (1996).
- Александр Васильевич Коржаков (род. 1950) — сотрудник Девятого управления КГБ СССР, телохранитель Б. Н. Ельцина.
- Юрий Васильевич Крапивин (1947—2015) — начальник отделения 4-го отдела Девятого Управления КГБ, комендант Большого Кремлёвского Дворца и резиденции коменданта Московского Кремля (1986—1991)[9].
- Виктор Васильевич Золотов (род. 1954) — сотрудник Девятого управления КГБ СССР, телохранитель Б. Н. Ельцина, А. А. Собчака и В. В. Путина. Главнокомандующий войсками национальной гвардии Российской Федерации.

## В культуре
- В 2001—2006 годах на Первом канале показывался документальный сериал «Кремль-9», повествующий об истории Девятого управления КГБ СССР. Сюжеты серий были основаны на рассекреченных материалах.